# Isjjite zjensjjinu
Isjjite zjensjjinu (russisk: Ищите женщину, da: Se efter en kvinde) er en sovjetisk spillefilm fra 1983 instrueret af Alla Surikova.

## Medvirkende
- Sofiko Chiaureli – Alice Postic
- Leonid Kuravljov – Henri Grandin
- Sergej Jurskij – Maître Rocher
- Jelena Solovej – Clara Rocher
- Aleksandr Abdulov – Robert de Charance
- Vladimir Basov - Jacque-Pierre Antoine